# Jagdgeschwader 232
La Jagdgeschwader 232  (JG 232) (232e escadron de chasseurs) est une unité de chasseurs de la Luftwaffe à l'aube de la Seconde Guerre mondiale.
Active de mi-1936 à mi-1937, l'unité était affectée aux missions visant à assurer la supériorité aérienne de l'Allemagne dans le ciel de l'Europe.

## Opérations
Le JG 232 opère sur des chasseurs :
- Arado Ar 65 et Ar 68D et E.
- Heinkel He 51.

## Organisation

### I. Gruppe
Formé le 1er avril 1936 à Bernburg initialement rattaché au JG 132 avec :
- Stab I./JG 232 nouvellement créé
- 1./JG 232 nouvellement créé
- 2./JG 232 nouvellement créé
- 3./JG 232 nouvellement créé

Le 20 avril 1937, le I./JG 232 est renommé I./JG 137 :
- Stab I./JG 232 devient Stab I./JG 137
- 1./JG 232 devient 1./JG 137
- 2./JG 232 devient 2./JG 137
- 3./JG 232 devient 3./JG 137

Gruppenkommandeure (Commandant de groupe) :
| Début          | Fin             | Grade          | Nom               |
| -------------- | --------------- | -------------- | ----------------- |
| 1er avril 1936 | 28 février 1937 | Major          | Bruno Loerzer     |
| 1er mars 1937  | 20 avril 1937   | Oberstleutnant | Georg Weiner (en) |